# Покровский сельсовет (Мамонтовский район)
Покровский сельсовет — муниципальное образование со статусом сельского поселения и административно-территориальное образование в Мамонтовском районе Алтайского края России. Административный центр — село Покровка.

## Демография
По результатам Всероссийской переписи населения 2010 года, численность населения муниципального образования составила 1014 человек, в том числе 471 мужчина и 543 женщины. Оценка Росстата на 1 января 2012 года — 1015 человек.

## Населённые пункты
В состав сельского поселения входит 2 населённых пункта:
- село Борково,
- село Покровка.